# Gerald Wellesley, 7. Duke of Wellington
Gerald Wellesley, 7. Duke of Wellington KG (* 21. August 1885; † 4. Januar 1972), war ein britischer Peer, Diplomat, Soldat und Architekt.

## Leben
Gerald Wellesley war der dritte Sohn von Lord Arthur Wellesley (seit 1900 4. Duke of Wellington) und dessen Gattin Kathleen Williams (* 1927). Er wurde am Eton College ausgebildet. Als jüngerer Sohn eines Dukes führte er von 1900 bis 1943 die Höflichkeitsanrede Lord Gerald Wellesley.
Er diente 1908 als Diplomat im Diplomatischen Corps und war in zwei Abstufungen Gesandter des Diplomatischen Dienstes im Vereinigten Königreich (1910–1917 Third Secretary, 1917–1919 Second Secretary). 1921 wurde er zum Fellow des Royal Institute of British Architects gewählt, 1935 wurde er Fellow der Royal Society of Arts. Von 1936 bis 1943 war er Surveyor of the King’s Works of Art.
Gerald Wellesley diente 1939 bei den Grenadier Guards und erhielt den Rang eines Lieutenant-Colonel. Von 1939 bis 1945 kämpfte er im Zweiten Weltkrieg.
Als 1943 sein Neffe Henry Wellesley, 6. Duke of Wellington kinderlos starb, beerbte er diesen als 7. Duke of Wellington, 11. Earl of Mornington und 7. Prins van Waterloo. Henrys spanischer Titel, Duque de Ciudad Rodrigo, ging zunächst an dessen Schwester (Geralds Nichte) Lady Anne Rhys übertragen, bevor sie ihn an Gerald als 9. Duque im Jahr 1949 abtrat. Mit seinen britischen Adelstiteln war auch ein Sitz im House of Lords verbunden.
Von 1944 bis 1949 führte er das Amt des Lord Lieutenant des County of London sowie von 1949 bis 1960 des Lord Lieutenant von Hampshire.
1951 wurde er als Knight Companion in den Hosenbandorden aufgenommen.

## Architekturprojekte
Zu seinen Projekten in der Architektur zählt die Neugestaltung des Londoner Hauses von Henry Channon, einem anglo-amerikanischen Mitglied des Parlaments. Außerdem entwarf er einen Turm für Gerald Tyrwhitt-Wilson.

## Familie
Gerald Wellesley heiratete am 30. April 1914 die Dichterin Dorothy Violet Ashton (1889–1956), die Tochter von Robert Ashton (1848–1898). Ab 1922 lebten sie getrennt, die Ehe wurde aber nicht geschieden.
Gerald und Dorothy hatten zwei Kinder:
- Arthur Wellesley, 8. Duke of Wellington (später 8. Duke of Wellington) (1915–2014)
- Lady Elizabeth Wellesley (* 1918), ⚭ Thomas Clyde, Major bei den Royal Horse Guards

Die Ehe scheiterte sehr schnell. Dorothy war entweder bisexuell oder lesbisch. Einer Familiendenkschrift zufolge, die von ihrer Enkelin Lady Jane Wellesley verfasst wurde, verließ Dorothy ihre Familie für eine Beziehung mit Vita Sackville-West, die einen Eintrag über Dorothy für das Oxford Dictionary of National Biography verfasste.
Kurioserweise war Gerald Wellington vor seiner Heirat mit Dorothy mit der Geliebten von Sackville-West Violet Trefusis verlobt. Dorothy wurde später die Geliebte und Lebensgefährtin von Hilda Matheson, einer prominenten Produzentin der BBC.

## Veröffentlichungen
- Gerald, Lord, & John Steegmann: The Iconography of the First Duke of Wellington. Foreword by Philip Guedalla. With 49 Pages of Plates. J. M. Dent & Sons, London 1935 (englisch).
- Gerald Wellesley: The Diary of a Desert Journey. Putnam, London 1938 (englisch).
- Francis & The Duke of Wellington (Hrsg.): The Journal of Mrs. Arbuthnot, 1820–1832. January 1826 to January 1832. Band 2. Macmillan, Bamford 1950 (englisch).
- A Selection from the Private Correspondence of the First Duke of Wellington (1952)